# Північне (Мелітопольський район)
Півні́чне —  село в Україні, в Мелітопольському районі Запорізької області. Входить до складу Терпіннівської сільської громади. Населення становить 230 осіб.

## Географія
Село Північне знаходиться на відстані 2 км від села Терпіння та за 2,5 км від села Рівне. Навколо села багато садів. Поруч проходять автомобільні дороги М18 (E105) та Т 0401.

## Населення

### Мова
Розподіл населення за рідною мовою за даними перепису 2001 року:
| Мова            | Кількість | Відсоток |
| --------------- | --------- | -------- |
| російська       | 160       | 69.57%   |
| українська      | 62        | 26.96%   |
| білоруська      | 1         | 0.43%    |
| інші/не вказали | 7         | 3.04%    |
| Усього          | 230       | 100%     |

## Історія
Село було засноване в 1946 році. 
До 1987 року село підпорядковувалося Мирненській сільській раді . Однак в 1987 році  Мирне отримало статус селища міського типу , в ньому була створена Мирненська селищна рада, що включає тільки саме Мирне, а Північне перейшло в Терпіннівську сільську раду Мелітопольського району.
В 1996 році радгосп «Весна» був реорганізований у товариство. В 2005 році пройшов процес розпаювання землі. Через порушень, допущених при реорганізації колгоспу і розпаюванні землі, між власниками паїв та правлінням ВАТ «Весна» виникло гостре протистояння за фруктові сади, яке в 2009 році навіть привело до блокування автомагістралі Харків - Сімферополь М18 . 
До 2020 року було у складі Терпіннівської сільської ради.